# Andriej Ostermann
Andriej Iwanowicz Ostermann, właśc. niem. Heinrich Johann Friedrich Ostermann (ur. 9 czerwca 1686 w Bochum, zm. 31 maja 1747) – rosyjski polityk pochodzenia niemieckiego. Jego polityka zagraniczna opierała się na aliansie z Austrią.

## Życiorys
Ostermann wywodził się ze średnio zamożnej niemieckiej rodziny. Urodził się w Bochum (Westfalia). Na służbę rosyjską przeszedł w 1717 roku. Biegła znajomość kilku języków sprawiła, że wstawił się za nim sam wicekanclerz Rosji Piotr Szafirow (1670–1739). Reprezentował Rosję na kongresie pokojowym na Wyspach Alandzkich w 1718 roku. Był również obecny, gdy podpisywano pokój w Nystad (1721). Za zasługi otrzymał tytuł barona. Za Katarzyny I (1725–1727) jego pozycja stale rosła w siłę. Był politycznym wychowawcą małoletniego Piotra II Aleksiejewicza w czasie jego panowania. Był przeciwny planom ograniczenia samodzierżawia w Rosji, które wysuwał książę Dmitrij Golicyn.
Gdy panowała Anna Iwanowna Romanowa, Ostermann wprowadził wiele pożytecznych reform między rokiem 1730 a 1740: obniżył podatki, popierał edukację i przemysł, poprawił działanie aparatu sprawiedliwości. We współpracy z innym Niemcem, szefem sztabu Burkhardem Christophem Münnichem, oraz marszałkiem Lacy wygrał dla Rosji 2 wojny: polską sukcesyjną (1733–1735) i wojnę przeciwko Turkom (1736–1739), czym otworzył dostęp Rosji do Morza Czarnego.
Gdy w latach 1740–1741 panował car-dziecko Iwan VI Romanow, regencję sprawowała jego matka Anna Leopoldowna, wtedy Ostermann jako Grossadmiral osiągnął szczyt swych możliwości i wpływów. Poseł francuski, Jacques-Joachim Trotti, markiz de La Chétardie, stwierdzał, że tak naprawdę Ostermann jest carem. Prowadził politykę bardzo proaustriacką, co nie podobało się Chétardiemu. Francuzi próbowali osłabić pozycję Ostermanna, gdy ta próba się nie powiodła, skłonili do interwencji Szwedów, którzy wypowiedzieli Rosji wojnę w sierpniu 1741 roku. Marszałek Piotr Lacy pokonał jednak Szwedów w bitwie pod Vilmanstrand pod wodzą generała Wrangla, niedaleko granicznej twierdzy Villmanstrand zdobytej szturmem.
6 grudnia 1741 roku Elżbieta Piotrowna przejęła władzę w wyniku zamachu stanu. Ostermann, oskarżony o działania proaustriackie, został skazany na łamanie kołem, jednak w wyniku ułaskawienia 27 stycznia 1742 r. on i jego rodzina zostali zesłani do miejscowości Bieriozowo na Syberii, gdzie zmarł. Powrócili stamtąd dopiero jego synowie, którzy osiągnęli wysokie godności, gdy panowała Katarzyna II Wielka. Fiodor Andrejewicz Ostermann (1723–1804) był gubernatorem Moskwy (1773), a Iwan Ostermann (1725–1811) był rosyjskim ambasadorem w Sztokholmie, a potem przez lat 16 kanclerzem imperium rosyjskiego (1781–1797).